# Фтиоти
Фтиотите или фтиотийците  са древните жители на областта около ном Фтиотида в Централна Гърция, исторически Същинска Гърция.

## История
Фтия е била център на най-южния от четирите аристократични рода, управлявали древна Тесалия (и обединени в Тесалийски съюз) по времето на Древна Гърция. Името ѝ произлиза от древногръцката митология, и по-специално е упоменато от Омир (на гръцки Φθίη). 
Историко-географската област, обитавана от фтиотите, е зоната около планината Отрис между Малиакския залив и Пагасетийския залив на Волос (мястото, откъдето тръгват аргонавтите на своя поход). Тази област е известна в Древна Гърция като място, обитавано и от елини, и от ахейци, като последните по-късно стават известни като ахейските фтиоти или фтиотийци, следователно и самата Фтиотида е преходна област към древна „Ахая“.
Според древногръцката митология древна Фтия е легендарна родина на малийците с царството на Пелей и неговия син Ахил.
По време на гръко-персийските войни главен град (столица) на древна Фтиотида е Тива, а днешната Филака в Магнезия е идентична с древната Пагаса на Пагасетийския залив (по който носи и името си залива) в днешна южна Тесалия.
Фтиотите са имали много древни градове, които вероятно са заели от ахейците. Предполага се, че древните фтиоти са принадлежали към дорийското население.
Древната територия, обитавана от фтиотите, попада в номите Фтиотида и Магнезия с градовете Ламия, Лотра и Алмирос. На територията на фтиотите се намира проходът Термопили, а на отсрещната страна на Пагасетийския залив е Пелион.